# Thomas de Spoelberch
Thomas Nicolas Fernand Werner de Spoelberch (Ukkel, 24 mei 1964) is een lid van de Belgische adellijke familie De Spoelberch. Hij werd in 1989 veroordeeld voor de moord op zijn buurmeisje Marie-Hélène.

## Biografie
De Spoelberch werd geboren in de aan Artois en InBev verbonden familie De Spoelberch, als zoon van burggraaf Philippe de Spoelberch (1941) en burggravin Diane de Jonghe d'Ardoie (1943). Hij woonde bij zijn ouders op het 100 ha grote landgoed Herkenrode in Haacht-Wespelaar. 
De Spoelberch had geen gelukkige jeugd en de relatie tussen hem en zijn ouders was niet goed te noemen. Op 10 mei 1989 had hij op het landgoed een afspraak met zijn 12-jarige buurmeisje Marie-Hélène, die niet op zijn seksuele avances inging. Hij wurgde haar met een elektriciteitsdraad, en verkrachtte haar na de dood. 
Het daaropvolgende proces was een van de geruchtmakendste in het arrondissement Leuven. De pers volgde de zaak op de voet, vooral om te zien of een telg van deze illustere en rijke familie met klassenjustitie in zijn voordeel te maken zou krijgen. Twee vragen stonden daarbij voorop: of hij voor het hof van assisen zou moeten verschijnen en of hij ontoerekeningsvatbaar zou worden verklaard. Uiteindelijk verscheen hij voor assisen en gebeurde het laatste niet. In het proces kwam wel naar voren dat De Spoelberch niet de beste jeugd en opvoeding had gehad (zoals ook bleek uit de getuigenverklaringen van beide ouders).
De jury veroordeelde hem tot levenslange dwangarbeid en tot ontnemen van zijn adellijke status en titel. De verdediging, die mede gevoerd werd door jhr. Alain Vergauwen (lid van de familie Vergauwen), voerde verzachtende omstandigheden aan die de openbare aanklager en later de jury niet konden overtuigen. Hij is ondanks levenslang, weer vrij sinds 2004, dankzij toepassing van de Wet-Lejeune.
Met een arrest op 8 september 2020 verleende het Hof van Beroep van Brussel rehabilitatie aan de veroordeelde.